# Troglohyphantes sketi
Troglohyphantes sketi este o specie de păianjeni din genul Troglohyphantes, familia Linyphiidae, descrisă de Deeleman-reinhold, 1978.
Este endemică în Slovenia. Conform Catalogue of Life specia Troglohyphantes sketi nu are subspecii cunoscute.